# Louis Jean Desprez

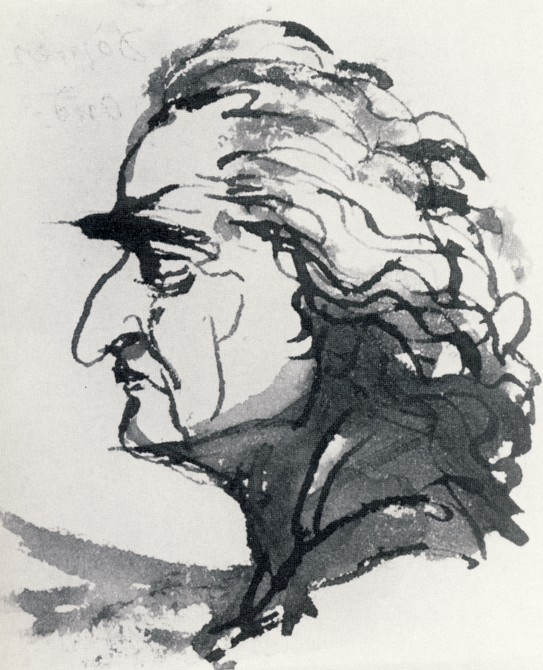
Louis Jean Desprez, "brydd och utan penningar", teckning av Johan Tobias Sergel, ca 1795.

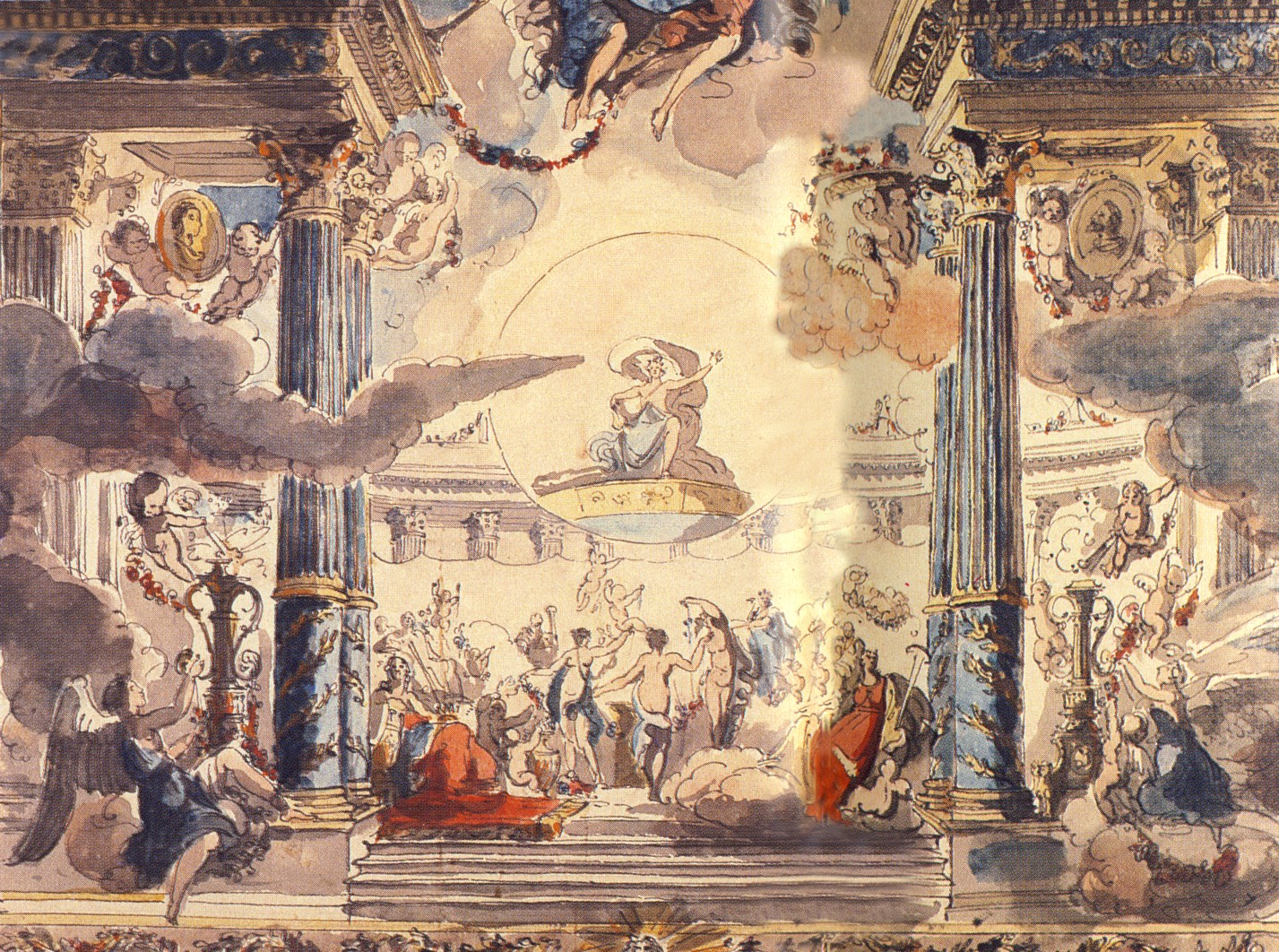
Skiss till ridå för Stora Bollhuset i Stockholm.

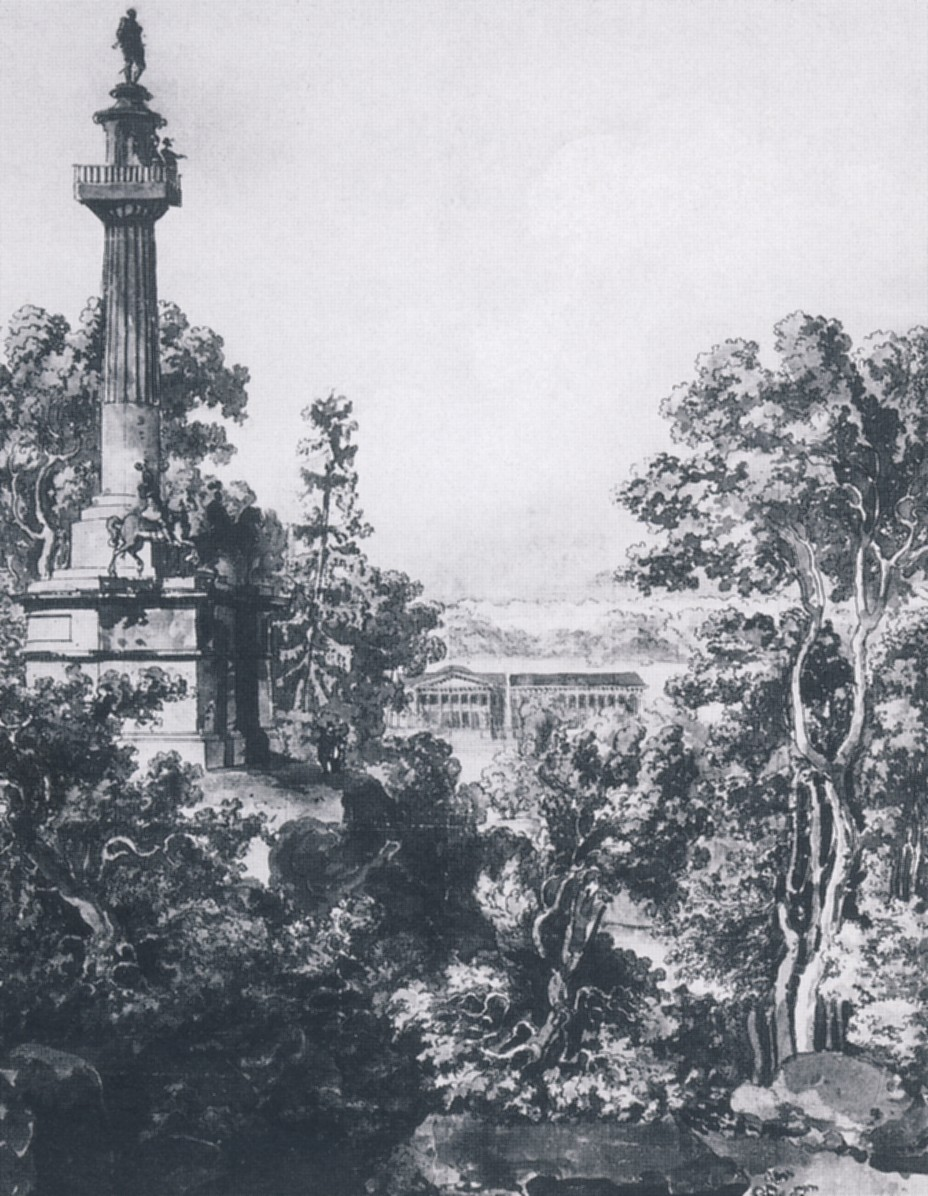
Desprez förslagsritning till Hagaparkens utsiktstorn, ca 1785. I bakgrunden syns det ofullbordade Stora Haga slott.

Louis Jean Desprez, född 28 maj 1743 i Auxerre i Frankrike, död 19 mars 1804 i Stockholm, var en fransk arkitekt, målare, och grafiker verksam i Sverige, huvudsakligen under Gustav III.

## Biografi
Desprez föddes i staden Auxerre i Bourgogne 1743. Han var den ende och  postume sonen till perukmakaren Louis Mathias Desprez, som i sin tur var son och sonson till två perukmakarmästare. Hans mor, som hette Perrette Bourbon, uppfostrade honom ensam i Auxerre tills han var tolv år gammal. År 1755 gick han i lära hos gravören Charles Nicolas Cochin i Paris, där han träffade den svenske gravören Per Gustaf Floding. Han studerade senare till arkitekt och gifte sig den 20 maj 1774 i Paris med Anne de Vermale, dotter till Pierre Joseph de Vermale, tidigare gendarm i kungens ordinarie garde, och Marie Anne Petit. Han vann 1776 stora priset i Académie royale d'architecture i Paris. Han var då "professeur de dessin à l'école royale militaire", sedan 1769. Senare fick han understöd av franska konstakademien och bodde i Italien från 1777 till 1784. Hans hustru, som han hade lämnat ensam i Paris, anslöt sig till honom i Rom 1779 men han skickade tillbaka henne till Frankrike 1783.

### Vistelsen i Rom
Desprez kom till Rom 1777 i egenskap av arkitekt och fransk konststipendiat. Han hade två gånger blivit prisbelönad vid byggnadsakademien i Paris, första gången för ett ståtligt och invecklat gravtempel, andra gången för "ett slott för en hög herre". I Rom började han att pliktskyldigt studera och avrita de antika byggnadsminnena. Han gjorde sig snart känd som en skicklig och fantasirik avtecknare av kyrkor och ruiner och som en mångsidig talang, etsare, akvarellist och även målare i olja. Den franske målaren Joseph Marie Vien kallade honom "en ung man full av eld och snille". Desprez hade knappt blivit hemmastadd i Rom innan han skaffade sig tillstånd att resa till Neapel och Sicilien för att studera dessa då föga kända trakters fornminnen. Denna upptäcktsresa varade ett år och den visade först och främst vilken illustratörsbegåvning Desprez satt inne med.
Ständigt med pennan i handen hade han gjort massor av teckningar, stadsvyer, märkliga byggnader, landskap, kyrkliga festligheter och processioner, marknader och kapplöpningar. Han väckte forntiden till liv i effektfulla kompositioner där han restaurerat tempel och städer med ledning av deras ruiner och låtit fantasin sätta in fantasiframställningar. Exempelvis skildrade han en procession i Pompeji vid ingången till teatern och en offerceremoni i Isistemplet i Rom. Efter denna resa stannade Desprez i Rom i över fem år. Han väckte uppmärksamhet även som teatermålare, och arkitekten Francesco Piranesi skriver i ett brev att Desprez excellerar i ypperliga dekorationer till stadens förnämsta teater. Det var också främst i egenskap av dekorationsmålare han lät sig engageras av Gustav III vid dennes besök i Rom. Kungen gjorde beställningar av honom och andra franska målare i Rom och lärde i Desprez känna en konstnär betydligt mångsidigare än andra samtida svenska konstnärer, en habil konstnär med rörlig fantasi, iakttagelseförmåga och rappt handlag.

### Arbeten för Gustav III
Den första målning Desprez utförde för Gustav III:s räkning visar påvens juldagsmässa i San Pietro in Vaticano som bevistades av Gustav III och kejsar Josef II. Konstnärligt är målningen slätstruken och framställer den svenske kungen som den mest majestätiska. Uppgiften var också rent referatmässigt för att åt historien bevara minnet av händelsen. Desprez flyttade till Stockholm för att där måla beställningstavlor med scener ur Gustav III:s ryska krig. Ett exempel är "Segern vid Hogland" där åskådaren befinner sig mitt inne i trängseln av skepp vars skepp och skrov fyller hela duken. I förgrunden trängs stora skepp och små båtar med det stora amiralsskeppet i mitten. 1798 var fyra av dessa stora målningar färdiga och meningen var att de sättas upp på Drottningholms slott. "Segern vid Hogland" sattes upp i Hoglandssalen på Rosersberg medan arbetet på de övriga avstannade tills de till slut magasinerades.
En annan monumentalmålning var "Slaget mellan krotoniater och sybariter" som kungen satte upp i Gustavianska operahuset. Striden rasar i ett berg- och flodlandskap under en hög himmel och det är ett myller av krigare och hästar på land och i vattnet, ryttarna stormar fram, hästar som stegrar sig, fanor fladdrar och på floden kantrar överfyllda båtar. Den samtida konstkännaren Carl Fredrik Fredenheim menade att målningen var "en av de rikaste och bäst tecknade kompositioner i världen, vars värde säkert tilltager med tiden."
Desprez talang kommer kanske bäst till uttryck i hans teaterscenerier där han är en utmärkt representant för tidens teatermåleri. Hans dekorationer är obundna av lokaltrohet och historisk sannolikhet. Särskilt anmärkningsvärd är hans förmåga att utvidga scenrummet för att nå rymdeffekt och att åstadkomma massverkan. De skisser i akvarell som bevarats visar på en utmärkt förmåga till effektfull iscensättning.

### Arkitekten Desprez
Desprez var även verksam som arkitekt och 1786 ritade han ett förslag på Stora Haga slott med fyra tempelgavlar och sjuttio kolonner. Slottet blev aldrig uppfört men i Hagaparken finns andra byggnader som ritades av Desprez: Kinesiska paviljongen och Koppartälten. På östra sidan av Brunnsviken ritade han Villa Frescati för Gustaf Mauritz Armfelt.
Det enda av Desprez förslag till större profanbyggnader som blev utfört var bygget av den botaniska institutionen i Uppsala. Byggnaden som helhet ger intryck av sluten kraft, den långa sidofasadens räcka av starkt formade pilastrar talar ett språk av strängt allvar och den luftiga interiören har stora, rena, harmoniska former. I Tavastehus byggdes vid stadens stora torg en jämförelsevis anspråkslös kyrka i rotundaform efter Desprez ritningar.

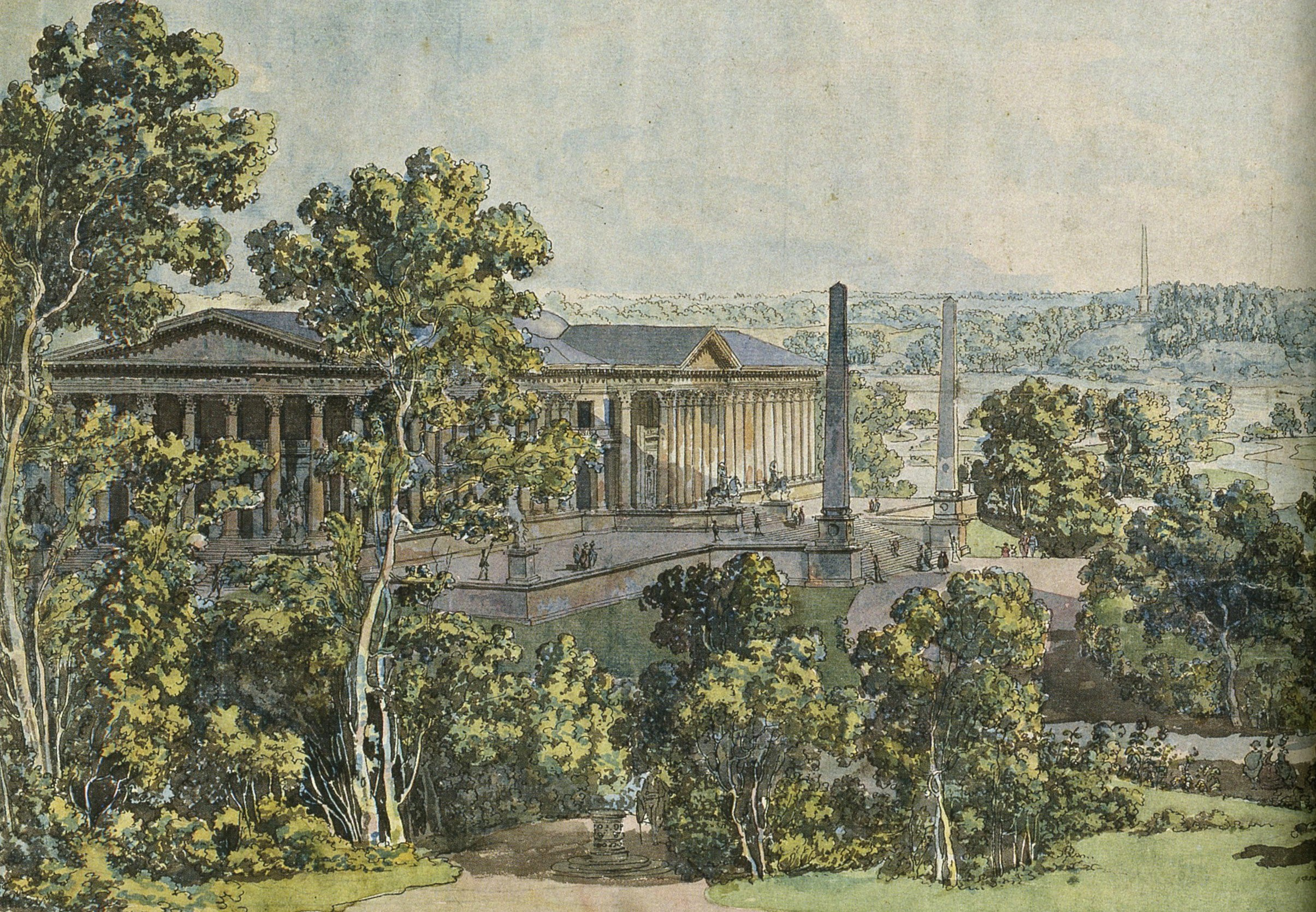
Desprez förslagsritning till Stora Haga slott.
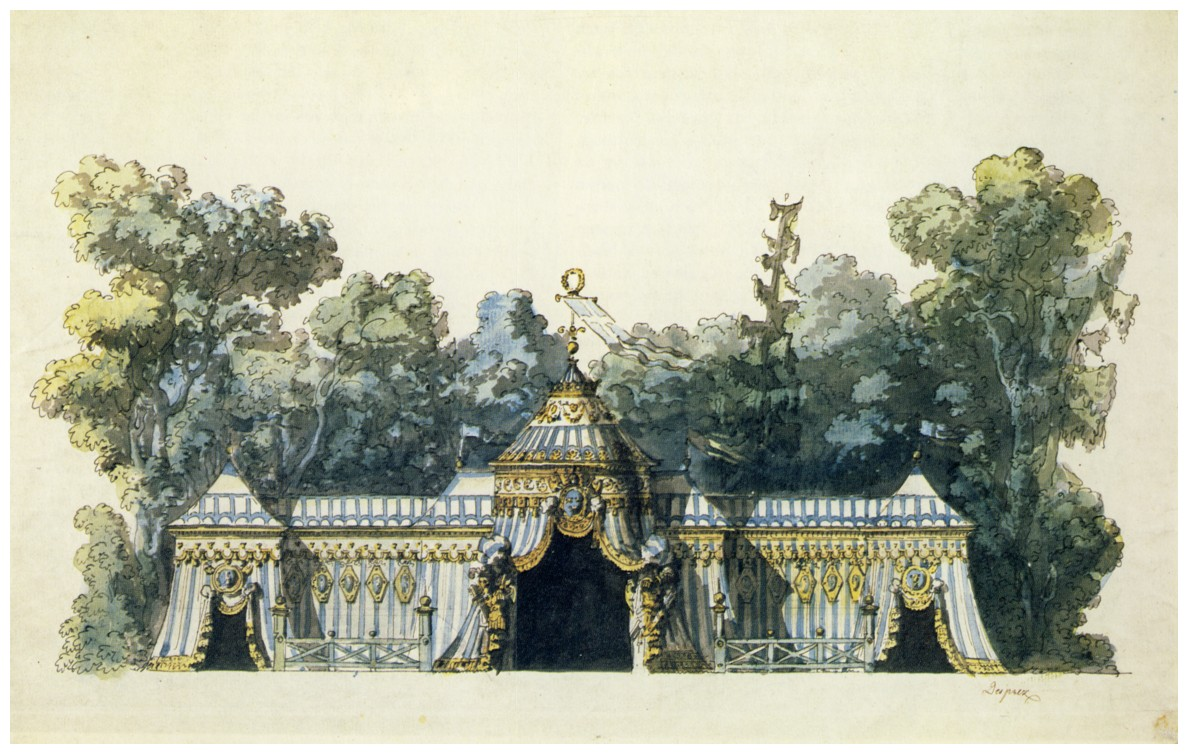
Desprez fasadritning till Koppartälten, 1787.
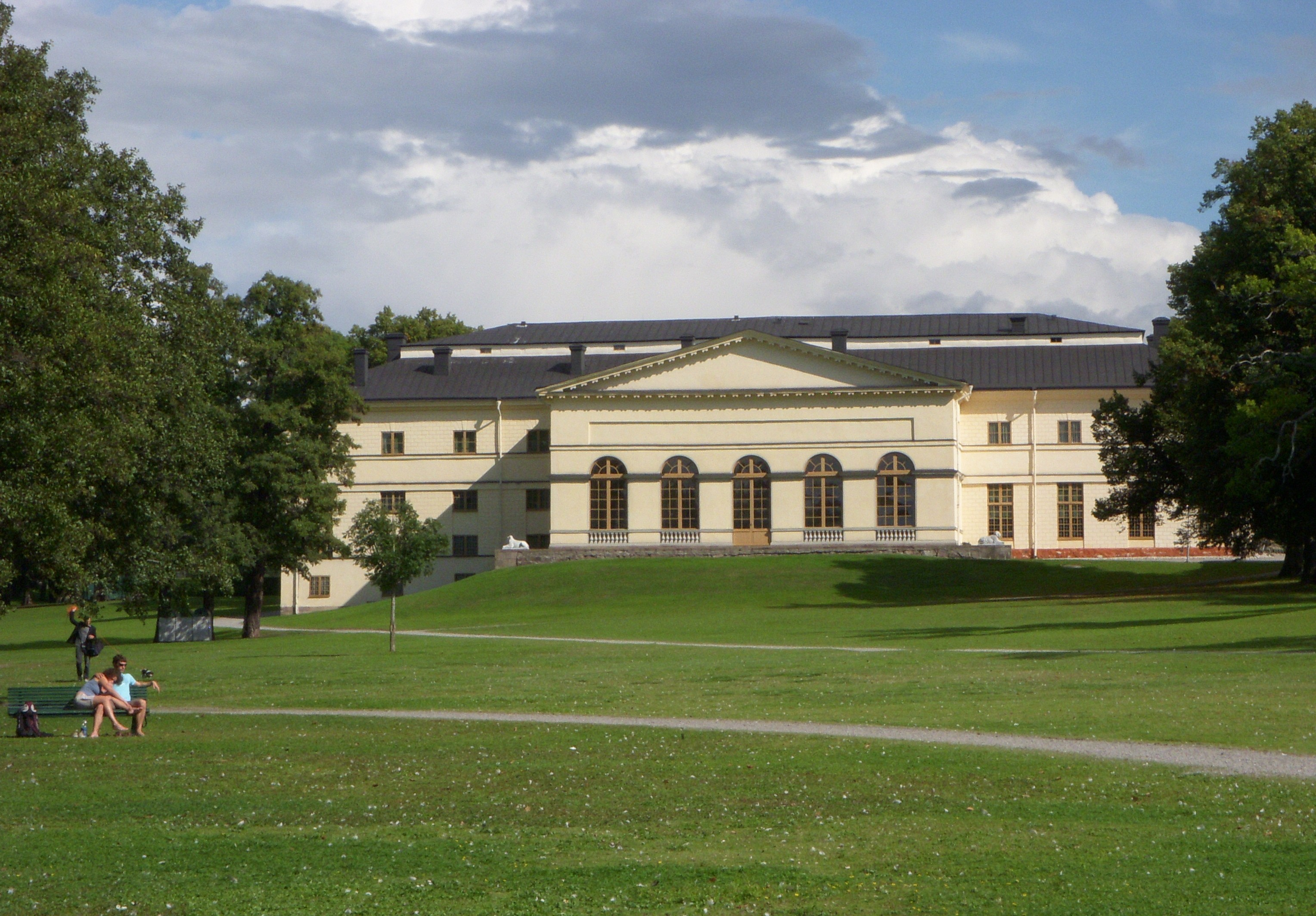
Déjeunersalongen, Drottningholm, 1771.
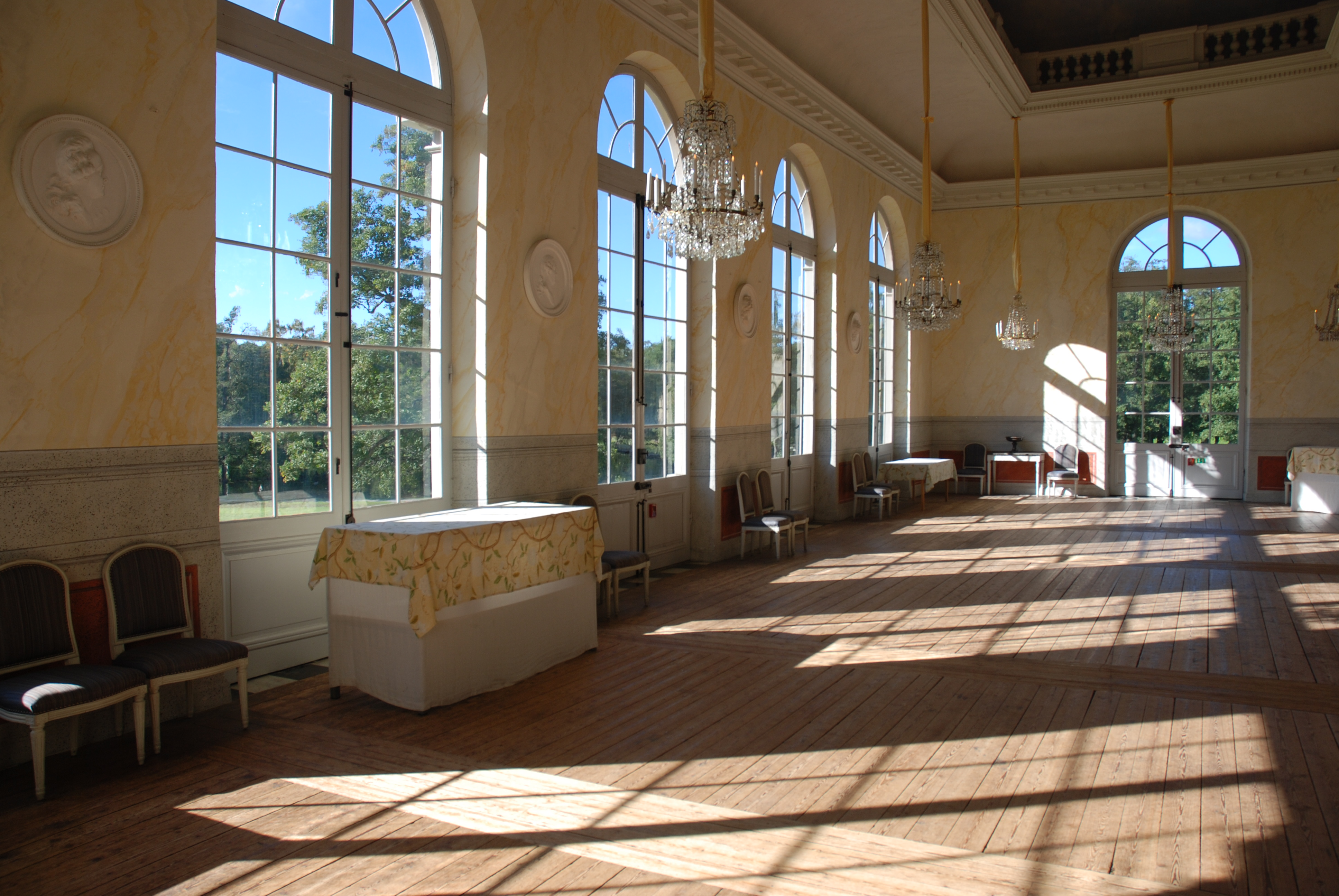
Déjeunersalongen, Drottningholm.

### Arbeten efter Gustav III:s död
Gustav III:s död 1792 avklippte Desprez förhoppningar att få utföra sina stora planer. Han hade dock åtskilliga uppdrag och var fortfarande mångsidigt verksam efter kungens bortgång. Både samtida och efterkommande har erkänt hans förmåga som lärare, med elever som Gjörwell, Bassi och Estenberg. Så länge han arbetade under Gustav III var, menar Silverstolpe, "hans verkstad en skola, där snillet okvävt fick utveckla sig." Då hans kontrakt som dekorationsdekoratör vid Kungliga Teatern upphörde 1798 fick han en liten pension och hade för avsikt att flytta utomlands. Tack vare Fredenheim blev han dock utnämnd till Francesco Piranesis efterträdare som kungens generalagent i Italien men kunde aldrig avresa då han saknade pengar. Titeln och uniformen var den enda glädje han hade av utnämningen.
Han deltog i Konstakademiens utställningar med gamla byggnadsritningar eller nya som han inte hade någon utsikt att få genomförda samt utkast till stora monumentalmålningar. 1799 ställde han ut ett storslaget projekt till "ärebyggnad över store män av alla nationer". I ett landskap, prytt av trädplanteringar och monument, placerade han en pyramid, 120 meter hög, och på toppen krönt med en triumfvagn. 1800 föreslog han ett projekt för en ärebyggnad till den framlidna ryska tsarinnan Katarina II, 1803 oljemålningen "Kung Thirons gravvård befrias från förstöring" och 1804 "Alexandrias grundläggningar". Desprez framlevde sina sista år med ständiga problem att försörja sig. Han avled i mars 1804, och enligt ryktet hade han blivit förgiftad av den portugisiske envoyén Correa d.y. som var skyldig honom pengar. Desprez är representerad vid bland annat Nationalmuseum, Göteborgs konstmuseum, Uppsala universitetsbibliotek, Norrköpings konstmuseum och vid Scenkonstmuseet.

## Desprez byggnader i Hagaparken

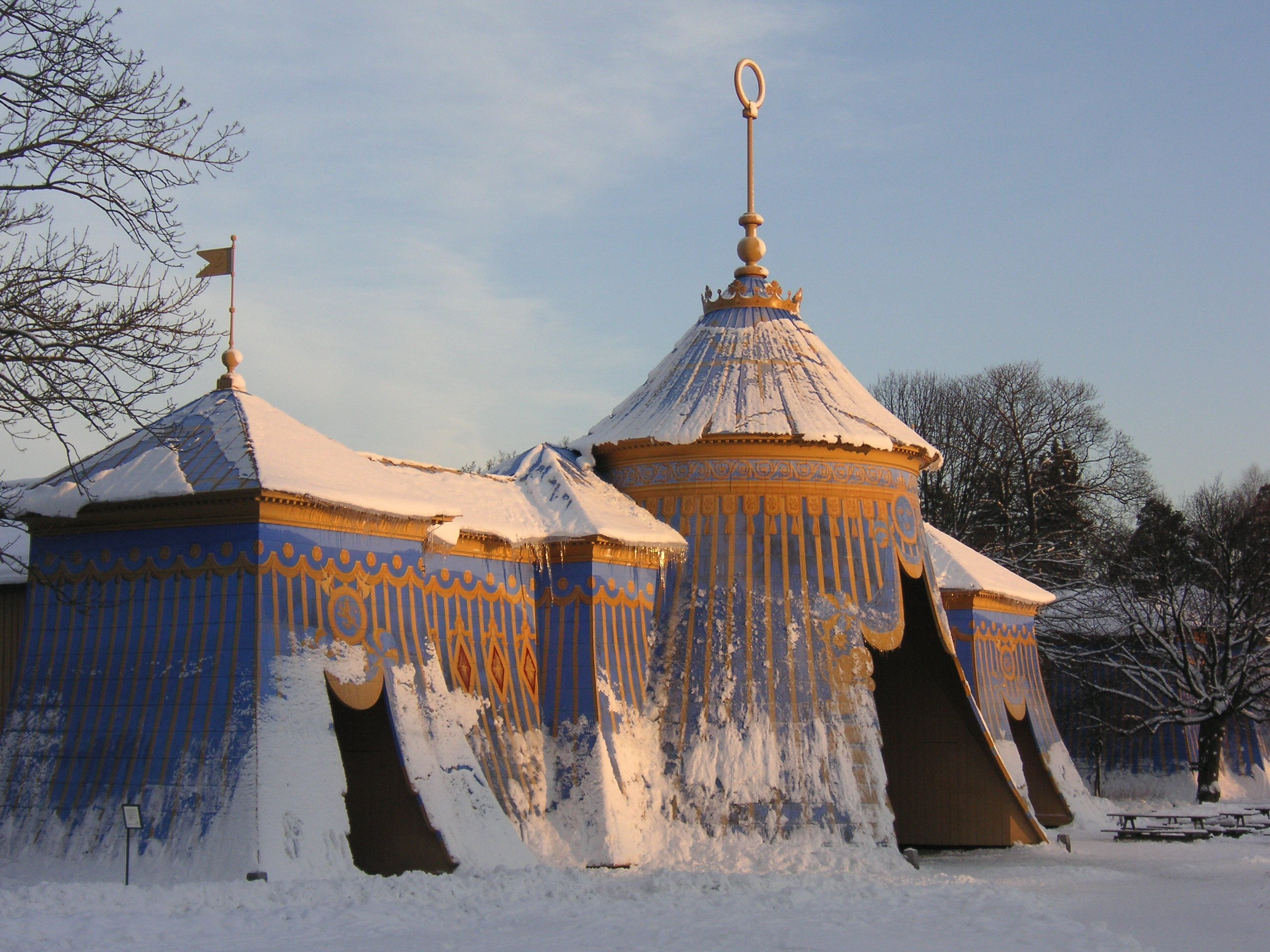
Koppartälten.
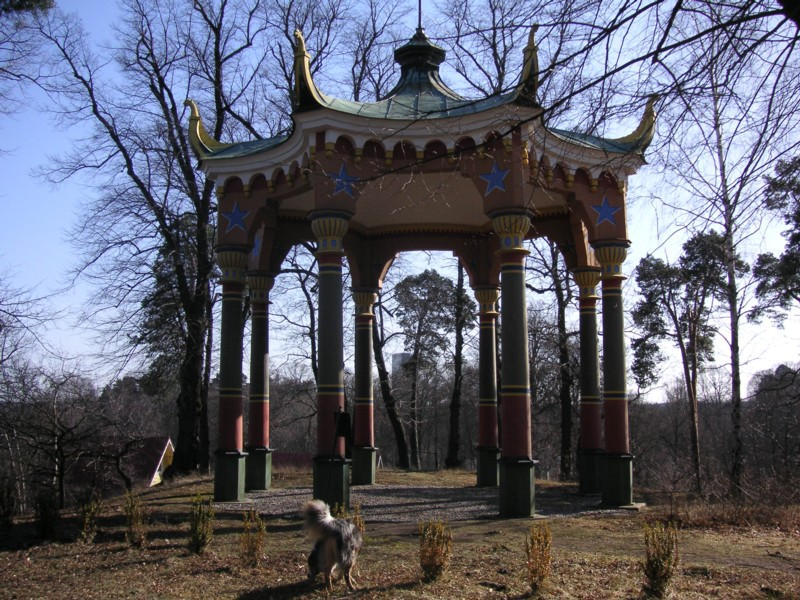
Kinesiska paviljongen.
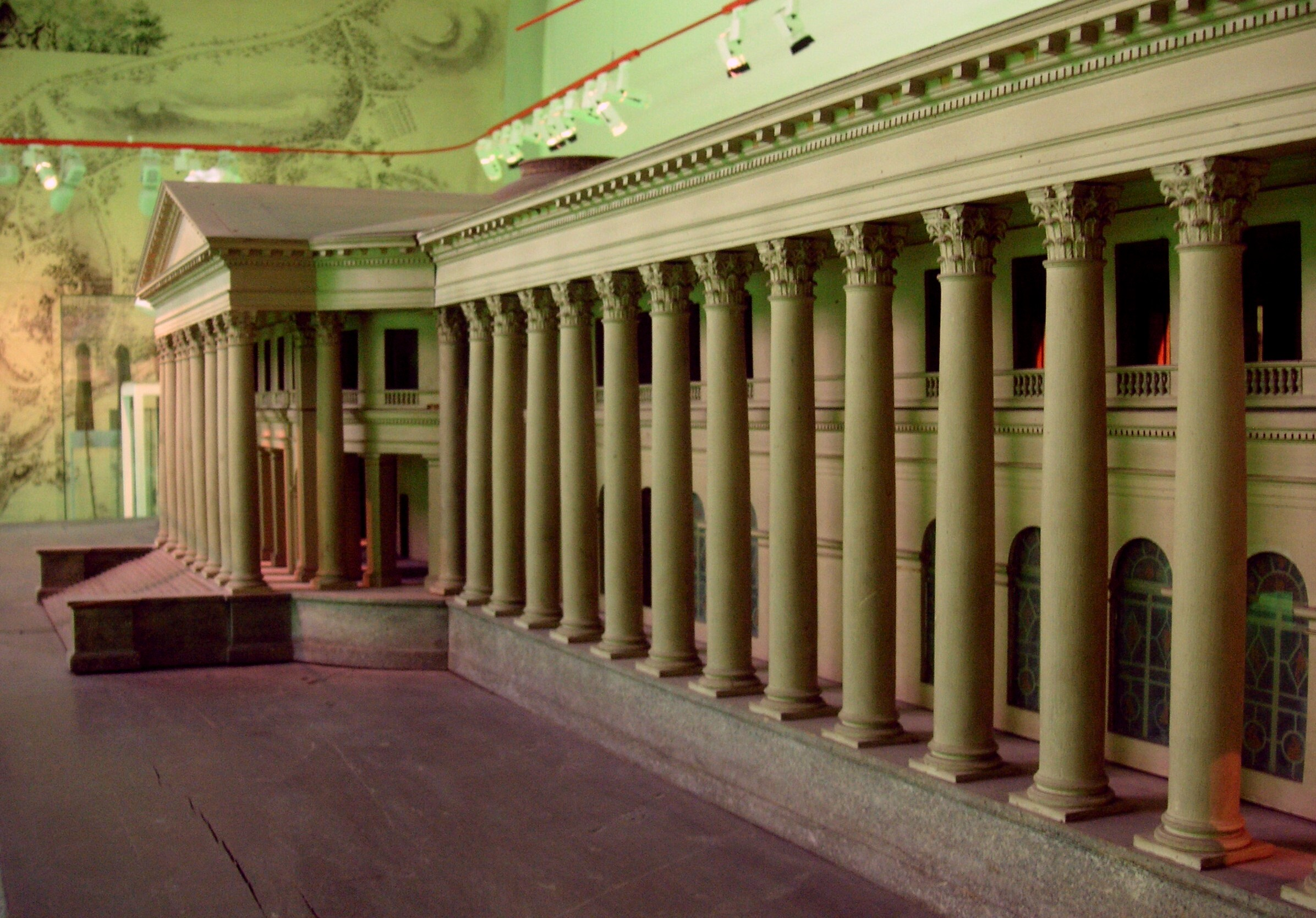
Modellen Stora Haga slott.
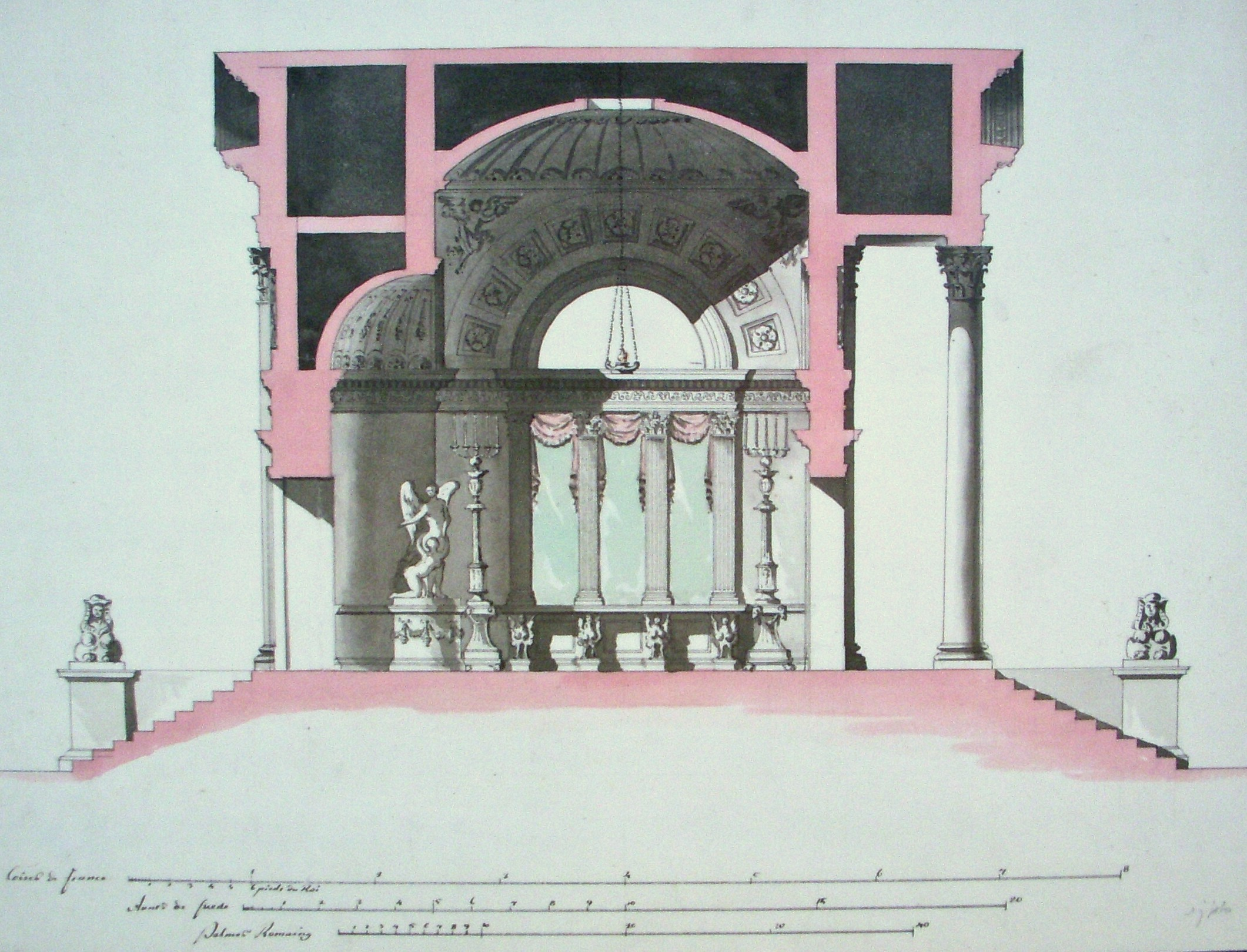
Amor och Psyketemplet (rivet 1869).